# The Beatles Anthology (film)
A The Beatles Anthology egy dokumentumfilm-sorozat, amely a The Beatles együttes karrierjéről szól. Az Egyesült Királyságban nyolc részben sugározta az ITV csatorna 1995. november 26. és december 31. között, míg az Egyesült Államokban 1995. november 19. és 23. között az ABC csatorna három teljes epizódként mutatta be. 1996. szeptember 5-én jelentősen bővített formában is megjelent egy nyolckötetes VHS készlet és egy nyolc lemezes LaserDisc készlet formájában. A sorozatot 2003-ban újra kiadták DVD-n, egy 81 perces, extrákat tartalmazó lemezzel együtt.

## A produkció története

### The Long and Winding Road
Már 1970-ben készülőben volt egy hivatalos dokumentumfilm a Beatles karrierjéről. Egykori barátjuk és az Apple Corps akkori menedzsere, Neil Aspinall keresgélt a világ különböző pontjairól koncertekről, interjúkról és televíziós szereplésekről készített felvételeket az együtteshez kapcsolódóan. Ezekből az archív felvételekből összeállított egy 90 perces játékfilmet, amely előzetesen a The Long and Winding Road címet viselte, és 1971-ben fejezte be a munkálatokat. Ekkor a korábbi tagok közül senkinek nem volt köze a projekthez, de a film bemutatása a tervek szerint továbbra is fennállt. 1980-ig pihent ez a kész film, amikor John Lennon nyilatkozatot tett a Beatlemania musical producerei elleni jogi feljelentés részeként. "Én és a másik három egykori Beatles azt tervezzük, hogy egy újraegyesülési koncertet rendezünk" - mondta, utalva egy eseményre, amelyet a dokumentumfilm fináléjaként forgattak volna le (ami egy televíziós különkiadás lett volna). Yoko Ono szerint a koncertet Angliában tartották volna: "John néhány nappal brutális halála előtt azt tervezte, hogy Angliába utazik egy diadalmas Beatles-találkozóra. Legnagyobb álma az volt, hogy újrateremtse a korai évek zenei varázsát Paul, George és Ringo társaságában… (ő) úgy érezte, hogy elég régóta jártak különböző utakon. Úgy érezte, felnőttek és elég érettek ahhoz, hogy megpróbáljanak új dalokat írni és rögzíteni." Az állítólagos újraegyesülési terv nem valósult meg, miután Lennont december 8-án meggyilkolták. Eric Idle állítólag az 1970-es évek végén látta a kész filmet, hogy ez alapján készítse el és kutasson az All You Need Is Cash című álfilm érdekében.

### A projekt újjáéledése
1992-ben a projekt hatrészes dokumentumfilm-sorozatként újjáéledt. Ezúttal a túlélő tagok közvetlenül részt vettek, és filmes interjúkat adtak Jools Holland-nak. Lennon interjúi archivált felvételekből vágták ki. Interjút készítettek bennfentesekkel is, Neil Aspinall-lal, a banda sajtóügynökével, Derek Taylorral és egykori producerükkel, George Martinnal is. A dokumentumfilm címe most The Beatles Anthology-ra változott, mivel George Harrison ellenezte, hogy a teljes Beatles-karrierre fókuszáló sorozatot Paul McCartney dalról nevezzék el. Ez az új cím működőképesnek számított, de végül ez lett a végleges cím, az érintett feleknek megfelelt.
1993-ban elkészült egy durva vágás a sorozatból, amely sokkal inkább interjúalapú volt, és az eseményekre összpontosított, szemben a végső vágással, amely több koncert- és televíziós előadást is tartalmazott. A sorozat korai verziója azóta kiszivárgott, és kalózfelvétel formájában adták ki.
A dokumentumfilmet 1995. november 19-én, vasárnap, november 22-én, szerdán és november 23-án, csütörtökön sugározták az amerikai televízióban, három teljes hosszúságú epizódként, hat rövidített részletben (epizódonként kettőt mutattak be). A dokumentumfilm a következő évben jelent meg VHS-en és Laserdisc-en is.
A The Beatles Anthology-t először az amerikai televízió az ABC-n mutatta be; a hálózat szlogenje a bemutató idején ez volt: "A Beatles C".

### Kritikai fogadtatása
A dokumentumfilmet általában pozitív kritikák fogadták. Richard Buskin, a The Complete Idiot's Guide to Beatles szerzője megjegyezte, hogy a banda történetének újramesélése "rendkívül szubjektív" volt, mivel csak a négy Beatle tag, valamint Martin, Aspinall és Taylor emlékezeteiből állt össze. Buskin szerint McCartney, Harrison és Starr "az ötvenes éveiben járó férfiak érett szemszögéből nyújtottak betekintést legendájukba", míg "Lennon [interjúi] többnyire a húszas-harmincas éveiben járó korból származtak". A különálló interjúk megtekintésekor a három túlélő Beatles nem mindig emlékezett egyformán az eseményekre. Kompromisszumokat kellett kötni, hogy az érzékenységet ne sértsék meg, különös tekintettel az 1970-es feloszlásukhoz vezető eseményekre. Így Buskin kijelentette, hogy az eredmény nem a Beatles történetének végleges változata, hanem inkább egy diplomáciai együttműködés.

### Új zene
Miután a koncertterv feledésbe merült, azt találták ki megoldásnak, hogy a túlélő három tag zenéljen valami zenét a dokumentumfilmben megjelenő szakaszok és az interjúk között átvezetőben. Ekkor úgy ítélték meg, hogy a maradék Beatles-tagoknak írnia kellene néhány új dalt a projekthez. McCartney és Harrison is írt néhány anyagot, amiből az All For Love dal lett, de aztán úgy döntöttek, hogy megkérdezik Yoko Onót, hogy Lennon hagyott-e olyan befejezetlen anyagokat, amelyen dolgozhatnának. Ono 1994-ben, miután együtt szerepelt Paul McCartney-val John Lennon beiktatási ünnepségén a Rock and Roll Hall of Fame-be ,átadott neki néhány kazettát. A szalagok négy daldemót tartalmaztak, amelyeken Lennon dolgozott: ez a Free as a Bird, Real Love, Now and Then és Grow Old With Me címet viselték. Az utolsó kettő dal befejezetlenül maradt, de a Free as a Bird és a Real Love 1994, 1995 során Jeff Lynne produceri irányítása alatt elkészültek, és a The Beatles Anthology első adása során mutatták be.

## A stáb
- Vágó: Andy Matthews
- Gyártásvezető: Bryony Cranstoun
- Sor producer: Stan Storc
- Archív tanácsadók: Julian Adamoli és Geraldine Royds
- Tervezés/művészeti irányítás: Richard Ward és csapata
- Borító koncepció: Klaus Voormann
- Borítófestmény: Klaus Voormann és Alfons Kiefer
- Képbesorolás és kép-helyreállítás: Ascent Media, London
- Képarány: 4:3
- Hang: LPCM sztereó, Dolby Digital 5.1 térhatású hang, DTS 5.1 térhatású hang

## Epizódok listája
| Sor. | Év. | Cím                              | Rendező                     | Premier             |
| --- | --- | -------------------------------- | --------------------------- | ------------------- |
| 1. | 1.  | One (July '40 to March '63)      | Geoff Wonfor és Bob Smeaton | 1995. november 11.  |
| Az első rész a bandatagok gyerekkorát, és az együttes történetét mutatja be a The Quarrymen együttes megalakulásától az 1963-as Please, Please Me album megjelenéséig                |     |                                  |                             |                     |
| 2. | 2.  | Two (March '63 to February '64)  | Geoff Wonfor és Bob Smeaton | 1995. november 11.  |
| Az együttes történetét az 1963-as sikerektől, a Beatlemánia kezdetén át egészen az I Want to Hold Your Hand című daluk amerikai slágerlistának az első helyére kerüléséig ismerteti. |     |                                  |                             |                     |
| 3. | 3.  | Three (February '64 to July '64) | Geoff Wonfor és Bob Smeaton | 1995. november 19.  |
| A banda történetét az 1964-es első amerikai megjelenésüktől az Egy nehéz nap éjszakája című film bemutatójáig ismerteti.                                                             |     |                                  |                             |                     |
| 4. | 4.  | Four (August '64 to August '65)  | Geoff Wonfor és Bob Smeaton | 1995. november 19.  |
| Az 1964-es első amerikai turnétól az 1965 augusztusi lovággá ütésükig nyerhetünk betekintést az együttes életébe.                                                                    |     |                                  |                             |                     |
| 5. | 5.  | Five (August '65 to July '66)    |                             | 1995. november 19.  |
| Az 1965-ös Shea Stadiumban tartott koncertjüktől egészen az 1966-os utolsó turnéjuk végéig ismerhetjük meg az együttes történetét.                                                   |     |                                  |                             |                     |
| 6. | 6.  | Six (July '66 to June '67)       | Geoff Wonfor és Bob Smeaton | 1995. november 22.  |
| Az együttes történetét az 1966-os fülöp-szigeteki koncertektől egészen az 1967-es Sgt. Pepper's Lonely Hearts Club Band album felvételéig ismerhetjük meg.                           |     |                                  |                             |                     |
| 7. | 7.  | Seven (June '67 to July '68)     | Geoff Wonfor és Bob Smeaton | 1996. szeptember 5. |
| Az együttes történetét az 1967. júliusi Our World tévéfelvételtől egészen John és Yoko találkozásáig ismerhetjük meg.                                                                |     |                                  |                             |                     |
| 8. | 8.  | Eight (July '68 to The End)      | Geoff Wonfor és Bob Smeaton | 1996. szeptember 5. |
| Az együttes történetét az 1968-as The Beatles (vagy más néven Fehér Album) felvételeitől ismerhetjük és 1969. augusztus 22.-vel fejeződik be a történetük ismertetése.               |     |                                  |                             |                     |

## Külső hivatkozások
The Beatles Anthology az Internet Movie Database oldalán